# Diphasiastrum henryanum
Diphasiastrum henryanum là một loài thực vật có mạch trong Họ Thạch tùng. Loài này được (E.D. Br. & F. Br.) Holub mô tả khoa học đầu tiên năm 1975.